# Имбирецветные
Имбирецве́тные, или Имбирноцве́тные (лат. Zingiberáles) — по современной классификации APG IV порядок цветковых растений, включающий 8 семейств, 104 рода и 2906 ботанических видов. Порядок входит в дочернюю кладу Коммелиниды клады Монокоты, входящей в кладу Цветковые растения.

## Представители порядка
Наиболее известное пищевое растение из этого порядка — банан.
Многие специи (имбирь, кардамон, куркума) — это плоды, корни и другие части имбирецветных.
Среди имбирецветных много декоративных растений: гоппертия, канна, кемпферия, маранта, стрелиция — некоторые из них можно выращивать и как комнатные растения.

## Классификация
В системе классификации Кронквиста (1981) порядок Zingiberales входит в подкласс Zingiberidae класса Liliopsida — и состоит из тех же восьми семейств, что и в Системе APG II.
В системе классификации Тахтаджяна (1997) порядок Имбирецветные (Zingiberales) входит в состав надпорядка Zingiberanae подкласса Commelinidae класса Liliopsida. По сравнению с Системой APG II Имбирецветные понимаются в более узком смысле и включают только семейства Имбирные и Костусовые. Порядку Zingiberales в системах APG II и Кронквиста у Тахтаджяна соответствует надпорядок Zingiberanae.
По современной классификации APG IV порядок Имбирецветные включает 8 семейств, 104 рода и 2 906 ботанических видов:
- Cannaceae Juss. (1789), nom. cons. — Канновые, монотипное, включает 1 род Канна и 11 видов
- Costaceae Nakai (1941) — Костусовые - 6 родов, 131 вид
- Heliconiaceae Nakai (1941) — Геликониевые, монотипное, включает 1 род Геликония и 206 видов
- Lowiaceae Ridl. (1924), nom. cons. — Ловиевые, монотипное, включает 1 род Орхиданта и 32 вида
- Marantaceae R.Br. (1814), nom. cons. — Марантовые, 29 родов, 608 видов
- Musaceae Juss. (1789), nom. cons. — Банановые, 3 рода, 95 видов
- Strelitziaceae Hutch. (1934), nom. cons. — Стрелициевые, 3 рода, 12 видов
- Zingiberaceae Martynov (1820), nom. cons. — Имбирные, 63 рода, 1 865 видов

nom. cons. — лат. nomen conservandum: консервируемое название, использование которого официально разрешено, несмотря на то, что оно противоречит одному или нескольким положениям Международного кодекса ботанической номенклатуры (МКБН);

### Таксономическое положение[2]
- Zingiberales Griseb., 1854, Grundr. Syst. Bot. 167

Порядок Имбирецветные включается в дочернюю кладу Коммелиниды клады Монокоты, входящей в кладу Цветковые растения. Кладограмма в соответствии с Системой APG IV:
|  |                          |  |                                   | порядок Имбирецветные |  | 8 семейств |  | 104 рода |  | 2 906 видов |
|  |                          |  |                                   | порядок Имбирецветные |  | 8 семейств |  | 104 рода |  | 2 906 видов |
|  | клада Цветковые растения |  |                                   |                       |  |            |  |          |  |             |
|  |                          |  |                                   |                       |  |            |  |          |  |             |
|  |                          |  | ещё 63 порядка цветковых растений |                       |  |            |  |          |  |             |
|  |                          |  |                                   |                       |  |            |  |          |  |             |